# Función contador de números primos

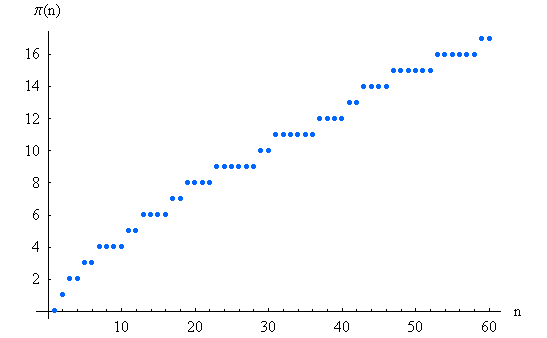
Los 60 primeros valores de π(n).

En matemática, la función contador de números primos es una función que cuenta el número de números primos menores o iguales a cierto número real x. Se denota mediante {\displaystyle \scriptstyle \pi (x)} (no debe confundirse con el número π) y analíticamente se define como:

{\displaystyle \pi (x)=\#\{p\in \mathbb {P} \mid p\leq x\}}

donde # significa la cantidad de números que cumplen la condición.
Algunos valores son:
π(1) = 0 (no hay primos ≤ 1)
π(2) = 1 (único primo ≤ 2: 2)
π(3) = 2 (primos ≤ 3: 2 y 3)
π(4) = 2 (id.)
π(5) = 3 (primos ≤ 5: 2, 3 y 5)
...
π(10) = 4 (primos ≤ 10: 2, 3, 5 y 7)
...

## Teorema de los números primos
Una de las consecuencias más importantes de la teoría de números es que el valor de π(x) se aproxima al de x/ln x cuando x tiende al infinito. Es decir: 

{\displaystyle \pi (x)\sim {\frac {x}{\ln x}}}

Esto no significa que la diferencia entre π(x) y x/ln x se aproxime a cero, sino que su cociente se aproxima a 1. Este resultado, aventurado por primera vez por Carl Friedrich Gauss, se denomina teorema de los números primos. Tras muchos intentos fallidos de demostración, los matemáticos Jacques Hadamard y Charles de la Vallée-Poussin consiguieron, de forma independiente, una demostración definitiva. 
Si se expresa la relación anterior como

{\displaystyle {\frac {\pi (x)}{x}}\sim {\frac {1}{\ln x}}}

se puede interpretar como que la densidad media de números primos entre los números enteros se aproxima a 1/lnx a medida que x aumenta. 
25 años después de que Gauss descubriera la aproximación, Legendre lo mejoró aún más:

{\displaystyle \pi (x)\sim {\frac {x}{\ln x-1.08366}}}